# Võ Văn Kiệt
Võ Văn Kiệt (tên khai sinh: Phan Văn Hòa; 23 tháng 11 năm 1922 – 11 tháng 6 năm 2008), bí danh Sáu Dân, Chín Dũng, Chín Hòa, là nhà chính trị Việt Nam. Ông là Thủ tướng Chính phủ thứ tư (trước kia là Chủ tịch Hội đồng Bộ trưởng) của nước Cộng hòa xã hội chủ nghĩa Việt Nam từ ngày 8 tháng 8 năm 1991 đến ngày 25 tháng 9 năm 1997. Ông được nhiều báo chí đánh giá là người đã đẩy mạnh công cuộc Đổi Mới và cải cách chính sách ở Việt Nam kể từ năm 1986, là "tổng công trình sư" nhiều dự án táo bạo của thời kỳ Đổi Mới.
Ông Kiệt là người đóng vai trò động lực trong công cuộc cải cách kinh tế ở Việt Nam khởi đầu từ giữa những năm 1980, đúng như Tổng thư ký Liên hợp quốc Ban Ki-moon từng đánh giá "Võ Văn Kiệt đã mở đường cho sự chuyển mình của đất nước từ đói nghèo sang một thập kỷ tăng trưởng kinh tế đầy ấn tượng". Khoảng thời gian 5 năm sau Đại hội VI (tháng 12 năm 1986) đến Đại hội VII (tháng 6 năm 1991) là thời gian diễn ra các cuộc cọ xát, đấu tranh ở những mức độ, cấp độ, địa bàn khác nhau giữa hai khuynh hướng trở về cơ chế cũ quan liêu bao cấp hay dứt khoát chia tay với nó. Nhiều cán bộ, hoặc vì lợi ích cá nhân, hoặc vì không đủ quyết tâm, năng lực không dám và không muốn đổi mới. Trước tình hình đó, ông Võ Văn Kiệt cùng nhiều cán bộ lãnh đạo cao cấp kiên trì, thể hiện quyết tâm đổi mới mạnh mẽ và chỉ rõ đổi mới phải bám sát vào điều kiện thực tiễn nhằm đáp ứng lợi ích của nhân dân, của đất nước.
Trên cương vị Phó Chủ tịch Hội đồng Bộ trưởng (tháng 6 năm 1988 – tháng 8 năm 1991), Chủ tịch Hội đồng Bộ trưởng (tháng 8 năm 1991 – tháng 10 năm 1992), Thủ tướng Chính phủ (tháng 10 năm 1992 – 1 tháng 2 năm 1997), ông Kiệt đã đề xuất và chỉ đạo xây dựng, triển khai nhiều chính sách có tính đột phá như: xóa bỏ chỉ tiêu pháp lệnh, trao quyền tự chủ kinh doanh cho xí nghiệp quốc doanh; thực hiện thương mại hóa tư liệu sản xuất, cho phép các doanh nghiệp lớn, cả Trung ương và địa phương, được trực tiếp xuất nhập khẩu, chấm dứt tình trạng hai giá; xóa bỏ chế độ thu mua nghĩa vụ áp đặt với nông dân, bãi bỏ ngăn sông cấm chợ, thực hiện tự do lưu thông hàng hóa trong cả nước, chuyển dần nền kinh tế bao cấp sang kinh tế thị trường.

## Tiểu sử
Võ Văn Kiệt, tên khai sinh là Phan Văn Hòa, sinh ngày 23 tháng 11 năm 1922 tại ấp Bình Phụng, một ấp nghèo thuộc xã Trung Lương, huyện Vũng Liêm, tỉnh Vĩnh Long (nay là xã Trung Hiệp, huyện Vũng Liêm, tỉnh Vĩnh Long), là con út trong một gia đình có năm anh trai và hai chị gái. Mẹ ông nhận nuôi thêm một người con (vì vậy ông được gọi là Chín Hòa). Cha là Phan Văn Dựa, mẹ là Võ Thị Quế. Cả hai đều sinh ra ở ấp Bình Phụng. Gia đình ông cũng nghèo như số đông trong làng, từ đất ở, đất ruộng, đến trâu cày, đều phải đi thuê.
Trong xóm, có một ông chủ họ tên là Phan Văn Chi (Hai Chi) không con, không vợ. Ông Hai Chi phần thấy chị dâu mình vất vả, phần cũng lo nghĩ tới tuổi già, nên xin Chín Hòa về nuôi. Mỗi bữa, Chín Hòa khát sữa, ông Hai Chi lại cất công lòng vòng khắp xóm, ai cho thì bú, người dân quê gọi là "bú thép”.
Cũng do gia đình nghèo, Chín Hòa chưa bao giờ được đến trường một cách chính thức. Năm tám tuổi, ông được đi học theo kiểu "trường làng" trong xóm. Ông Hai Mẹo, một trong hai người thầy “dạy mùa" của ông kể: “Chín Hòa thông minh và ăn nói lễ độ lắm. Nhưng dạy được hai năm thì tôi cũng hết chữ, rồi thôi”.
Mẹ ông có tiếng là người phụ nữ nhân hậu, giàu đức hy sinh và nhạy cảm, tinh tế. Dù không sống cùng bà trong một mái nhà nhưng ông luôn dành cho mę niềm thương yêu, kính trọng lớn. Khi cần đặt bí danh để hoạt động, ông lấy họ Võ của mẹ và Võ Văn Kiệt được dùng như là tên chính thức của ông từ đó đến nay.

## Hoạt động cách mạng
Tham gia cách mạng từ năm 16 tuổi trong phong trào Thanh niên phản đế (1938), ông được kết nạp vào Đảng Cộng sản Đông Dương tháng 11 năm 1939. Trong thời gian Khởi nghĩa Nam Kỳ ông là Huyện ủy viên, Bí thư chi bộ tại huyện Vũng Liêm. Sau Cách mạng Tháng Tám, khi quân đội Pháp tái chiếm Nam Kỳ, Võ Văn Kiệt là Ủy viên chính trị dân quân cách mạng liên tỉnh Tây Nam Bộ. Từ năm 1946 đến năm 1954, ông là Tỉnh ủy viên, Ủy viên Ban Thường vụ Tỉnh ủy Rạch Giá, sau đó là Phó Bí thư rồi Bí thư Tỉnh ủy Bạc Liêu.

## Sự nghiệp chính trị

### Thời chiến

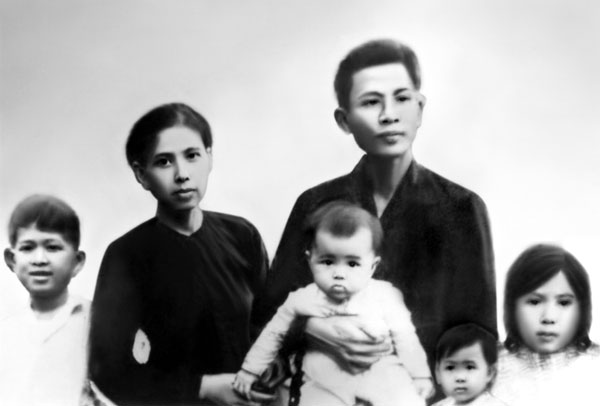
Gia đình của Võ Văn Kiệt. Vợ và hai con của ông đã bị giết bởi một cuộc tấn công bằng tên lửa của Hoa Kỳ vào năm 1966.

Võ Văn Kiệt là thành viên của phong trào độc lập Việt Minh, ông đã chiến đấu chống lại thực dân Pháp trong Chiến tranh Đông Dương lần thứ nhất (1946–54) ở miền Nam Việt Nam. Theo Hiệp định Genève, các lực lượng chính trị không bắt buộc phải tập kết ra miền Bắc Việt Nam để chuẩn bị cho Tổng tuyển cử, và ông nằm trong số những người ở lại miền Nam, di chuyển giữa các căn cứ bí mật ở miền Đông Nam Bộ. Người vợ đầu tiên của ông, Trần Kim Anh, và hai người con của ông đã thiệt mạng trong một cuộc tấn công bằng tên lửa của lực lượng Hoa Kỳ vào năm 1966.
Sau Hiệp định Genève (1955), Võ Văn Kiệt được bầu làm Ủy viên Xứ ủy Nam Bộ và Phó Bí thư liên Tỉnh ủy Hậu Giang. Từ năm 1959 đến cuối năm 1970, ông được giao trọng trách là Bí thư Khu ủy T.4, tức khu Sài Gòn – Gia Định. Ông bắt đầu được bầu làm Ủy viên dự khuyết Ban Chấp hành Trung ương trong Ban Chấp hành Trung ương của Đảng Lao động Việt Nam từ Đại hội III (1960) và là Ủy viên Trung ương Cục miền Nam năm 1961, chỉ huy các lực lượng cộng sản tại Sài Gòn và các vùng lân cận. Từ năm 1973 đến năm 1975, ông được điều về làm Ủy viên Thường vụ Trung ương Cục miền Nam. Sau khi lực lượng Cách mạng kiểm soát Sài Gòn vào ngày 30 tháng 4 năm 1975, ông đã lãnh đạo việc tiếp quản thành phố và năm 1976 được bổ nhiệm làm Chủ tịch Ủy ban Nhân dân (bí danh là Tỉnh trưởng) đồng thời là Phó Bí thư Thành ủy, cơ quan này đã được đổi tên thành Thành phố Hồ Chí Minh để tưởng nhớ vị lãnh tụ đã khuất.

### Thời hậu chiến
Trong Chiến dịch Hồ Chí Minh, Võ Văn Kiệt được Trung ương Cục phân công giữ chức Bí thư Đảng ủy đặc biệt trong Ủy ban Quân quản thành phố Sài Gòn. Từ năm 1976 ông làm Phó Bí thư Thành ủy, Chủ tịch Ủy ban nhân dân Thành phố Hồ Chí Minh.
Ông cũng đắc cử Đại biểu Quốc hội Việt Nam khóa VI. Từ sau Đại hội Đảng Cộng sản Việt Nam IV (1976), ông được bầu làm Ủy viên Dự khuyết Bộ Chính trị và được phân công làm Bí thư Thành ủy Thành phố Hồ Chí Minh đến năm 1982.
Từ tháng 4 năm 1982, Võ Văn Kiệt được Quốc hội Việt Nam phê chuẩn giữ chức Chủ nhiệm Ủy ban Kế hoạch nhà nước, Phó chủ tịch và Phó Chủ tịch thứ nhất Hội đồng Bộ trưởng.
Từ ngày 10 tháng 3 đến ngày 22 tháng 6 năm 1988, ông được giao nhiệm vụ Quyền Chủ tịch Hội đồng Bộ trưởng sau khi Chủ tịch Hội đồng Bộ trưởng Phạm Hùng qua đời đột ngột.
Ngày 11 tháng 3 năm 1988, thay mặt Ủy ban thường vụ Quốc hội, Chủ tịch Quốc hội Lê Quang Đạo ký thông báo về giữ Quyền Chủ tịch Hội đồng Bộ trưởng (nay là Phụ trách điều hành hoạt động Chính phủ) đối với ông Võ Văn Kiệt. Tháng 6 năm 1988, ông Kiệt và Đỗ Mười đựoc giới thiệu bầu giữ chức Chủ tịch Hội đồng Bộ trưởng. Sau đó khi đưa ra Quốc hội bỏ phiếu bầu chức danh Chủ tịch Hội đồng Bộ trưởng, ông Đỗ Mười trúng cử, do đó ông vẫn làm Phó Chủ tịch Hội đồng Bộ trưởng.
Từ năm 1987 đến năm 1991, ông làm Phó Thủ tướng kiêm Trưởng Ban Chỉ đạo Hướng dân sinh đẻ có kế hoạch, sau người tiền nhiệm là Phó Thủ tướng Võ Nguyên Giáp.

### Xé rào
Những năm sau 1975, Sài Gòn với khoảng 4 triệu dân lâm vào cảnh thiếu lương thực. Người dân thường xuyên phải ăn cơm độn khoai, sắn, củ mì. Nguyên nhân trước đó nhà nước cải tạo tư bản tư doanh ở miền Nam, độc quyền khâu bán buôn. Điều này khiến toàn bộ mạng lưới gồm các chủ chành, chủ vựa gạo ở miền Tây bị xóa bỏ, thay bằng các công ty mậu dịch quốc doanh. Tuy nhiên, giá mua của nhà nước khi đó "thấp như cho", nông dân miền Tây có gạo nhưng không chịu bán. Chính quyền có tiền cũng không được mua gạo theo giá thoả thuận vì dễ bị quy vào tội đi ngược chủ trương bao cấp.
Với vai trò Bí thư Thành ủy Thành phố Hồ Chí Minh, ông Võ Văn Kiệt khi đó đứng trước hai lựa chọn: nghiêm chỉnh chấp hành giá thu mua của nhà nước hoặc "phá rào" tìm cách mua gạo về cứu đói.
"Bộ Lương thực có trách nhiệm cung cấp gạo cho thành phố nhưng chưa bao giờ cung cấp đủ và kịp thời. Sở Lương thực thì không được phép mua với giá thoả thuận. Dân miền Tây có gạo nhưng không chịu bán giá nghĩa vụ cho nhà nước vì họ bị thiệt. Trong khi đó, dân thành phố có tiền và sẵn sàng mua với giá thoả thuận lại không được xuống mua", ông chỉ ra hàng loạt nghịch lý và đặt câu hỏi: "Tại sao chúng ta không ráp hai mối này lại? Đó là vấn đề mà tôi mời anh chị đến để hiến kế giải quyết". Để đảm bảo an toàn cho việc "xé rào", một tổ thu mua gạo ra đời, gồm cán bộ kế toán, ngân hàng, vận tải... do bà Ba Thi làm tổ trưởng, sau này nhiều người gọi đùa đây là "tổ buôn lậu gạo". Ông Võ Văn Kiệt đồng tình với phương án nói trên và đứng ra chịu trách nhiệm về chủ trương để các đơn vị thực hiện. Tổ hoạt động liên tục từ năm 1979 đến 1982, khi đời sống người dân Sài Gòn ổn định mới dừng.
Giai đoạn 1978-1979, Thành phố Hồ Chí Minh còn đối mặt với thiếu hụt nguồn nhập khẩu khiến đầu vào của toàn bộ nền sản xuất suy giảm, kéo theo khủng hoảng về hàng hoá, lao động. Ông Kiệt lại bàn với lãnh đạo thành phố tìm cách "xé rào" nhập khẩu một số nguyên liệu cần thiết phục vụ sản xuất.
Thành phố đưa ra sáng kiến sử dụng các thương nhân, chủ yếu là người Hoa, đứng ra thu gom mặt hàng có thể xuất khẩu để trao đổi trực tiếp với Hồng Kông, Singapore. Công thức "hàng đổi hàng" tiếp tục được vận dụng. Giá cả tính ra USD và trao đổi bằng hiện vật, Việt Nam lấy mực khô tôm khô, lạc, đỗ để đổi lấy sợi thuốc lá, sợi dệt, xăng dầu. Hàng hoá không giao nhận bằng phương pháp thông thường mà hai bên hẹn ngày giờ, gặp nhau tại phao số 0 ngoài khơi rồi trao hàng nên không có xuất nhập cảnh, bớt được khâu thủ tục.

## Thủ tướng Chính phủ (1991–1997)

### Nhiệm kỳ một (1991–1992)
Tại kỳ họp thứ 9 Quốc hội khoá VIII, ngày 8 tháng 8 năm 1991, Võ Văn Kiệt được Quốc hội bầu giữ chức Chủ tịch Hội đồng Bộ trưởng nước Cộng hoà xã hội chủ nghĩa Việt Nam (thay Đỗ Mười), một chức vụ mà ông đã ra tranh cử trước đó. Từ đây, dưới thời ông đã có nhiều quyết sách quan trọng về kinh tế của đất nước trong thời kỳ Đổi Mới.

#### Xây dựng đường dây 500 kV Bắc – Nam
Ở vào thời điểm năm 1986, chủ trương đổi mới của Đảng Cộng sản Việt Nam đã thổi những luồng gió mới. Tuy nhiên, khu vực miền Nam và Thành phố Hồ Chí Minh – nơi có sự tiếp cận với công nghiệp sớm vẫn không thể tạo ra đột phá mạnh mẽ do điện thiếu trầm trọng bởi nguồn tại chỗ rất hạn hẹp, cắt điện luân phiên là chuyện thường ngày.
Quyết định xây dựng đường dây siêu cao áp 500kV Bắc – Nam nhằm truyền tải điện từ Bắc vào Nam, giúp miền Nam bớt cơn khát điện đã được Võ Văn Kiệt chính thức đặt ra với các lãnh đạo của Bộ Năng lượng trong một bữa cơm Tết năm 1991. Câu trả lời "Làm được" của Bộ trưởng Bộ Năng lượng Vũ Ngọc Hải một tuần sau đó cũng là khởi đầu cho hàng núi công việc cần triển khai.
Ông ra lệnh xử lý nghiêm, dù cho người đó là ai, ở cương vị nào. Sau này, Bộ trưởng Bộ Năng lượng Vũ Ngọc Hải, người lập đề án đường dây truyền tải điện 500kV Bắc – Nam bị kết tội thiếu trách nhiệm trong quản lý, bị kết án ba năm tù giam, một số cán bộ có liên quan bị cách chức. Ông Kiệt cũng tuyên bố nếu đường dây 500KV không thành công thì ông sẽ tự động từ chức.
Công trình được Bộ Chính trị thông qua vào tháng 1 năm 1992. Đến ngày 25 tháng 2 năm 1992, Chính phủ phê duyệt Luận chứng kinh tế - kỹ thuật với quyết định thời gian hoàn thành là 2 năm và do thời gian khẩn cấp nên cho phép thực hiện theo phương thức khảo sát, thiết kế, nhập vật tư thiết bị và thi công thực hiện song song.
Mục tiêu hoàn thành xây dựng đường dây 500kV Bắc – Nam có chiều dài tới 1.500 km trong 2 năm cũng đã được nhiều người cho là không khả thi và nhất là giải quyết bài toán 1/4 bước sóng (sóng điện từ có hình sin và mỗi bước sóng điện từ tương ứng 6.000 km. Độ dài của đường dây 500kV mạch 1 được tính toán là khoảng 1.500 km, đúng bằng 1/4 bước sóng, tức là đúng ngay đỉnh của hình sin. Nghĩa là nếu điện từ ở Hoà Bình đang ở mức cực tiểu thì khi vào đến TP.HCM sẽ vọt lên cực đại và ngược lại, nếu ở Hoà Bình cực đại thì vào TP.HCM có thể bằng không. Điều này dẫn đến tình trạng điện áp không ổn định, và khi ấy không còn là 500kV mà có thể vọt lên đến 700 hoặc 1.000kV, gây cháy toàn bộ thiết bị.)
Con người không chịu bó tay trước những thách thức ấy. Cùng với các chuyên gia nước ngoài, các tính toán kỹ thuật như chia đường dây thành 4 đoạn, đặt các tụ bù dọc, kháng bù ngang với chi phí không hề rẻ, để điều chỉnh kịp thời, triệt tiêu tác động của câu chuyện 1/4 bước sóng đã được các chuyên gia, cán bộ kỹ thuật của ngành Điện tính toán và thực hiện.
Vào ngày 5 tháng 4 năm 1992, tại các vị trí móng số 54, 852, 2702, Võ Văn Kiệt đã phát lệnh khởi công xây dựng công trình. Theo sự phân công của Chính phủ, ông Kiệt làm Tổng chỉ huy công trình đường dây 500kV Bắc – Nam.

### Nhiệm kỳ hai (1992–1997)

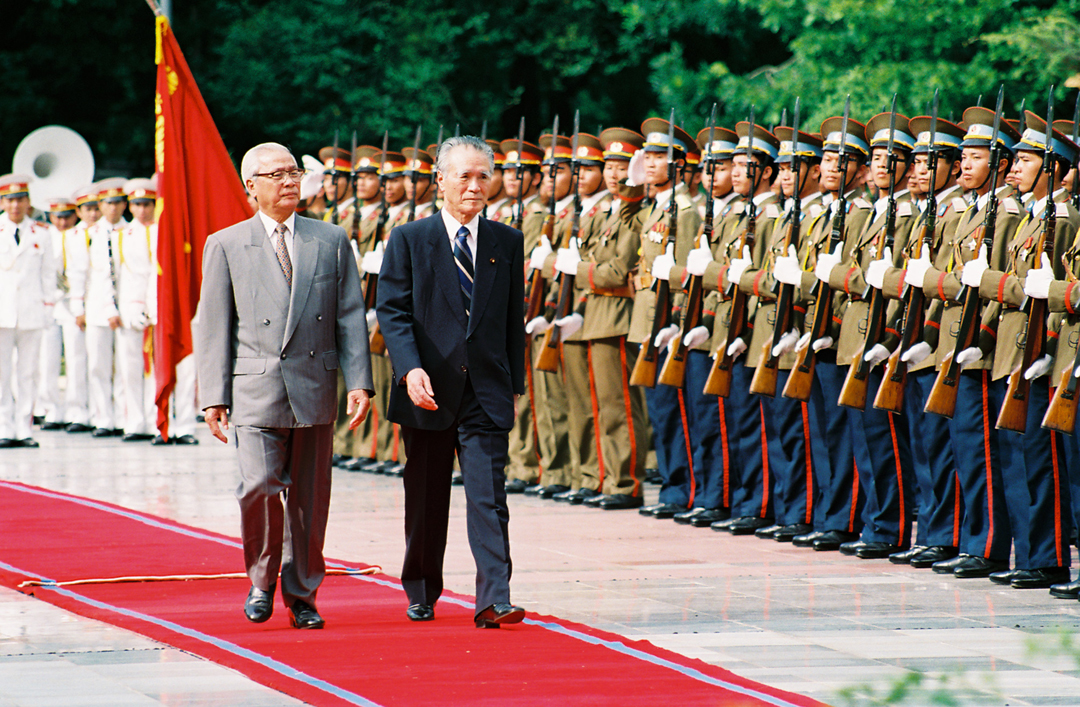
Võ Văn Kiệt và Thủ tướng Nhật Bản Murayama Tomiichi năm 1994

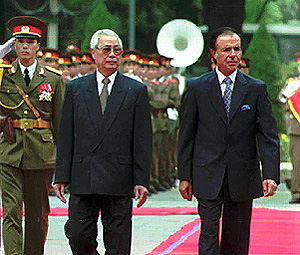
Võ Văn Kiệt và Tổng thống Argentina Carlos Menem năm 1997

Tại kỳ họp thứ nhất Quốc hội khoá IX, ngày 23 tháng 9 năm 1992, ông tái cử Thủ tướng Chính phủ, Phó Chủ tịch Hội đồng Quốc phòng và An ninh nhiệm kỳ hai.

#### Khánh thành đường dây 500 kV Bắc – Nam
Sau hơn 2 năm xây dựng Đường dây 500kV Bắc – Nam mạch 1, đúng 19 giờ 7 phút 59 giây ngày 27 tháng 5 năm 1994, ông Võ Văn Kiệt ra lệnh hòa hệ thống điện miền Nam với 4 tổ máy của Nhà máy Thủy điện Hòa Bình tại Đà Nẵng. Sau sự kiện này, ông được nhiều người gọi là "Thủ tướng điện", một tổng tư lệnh ngành, một nhà lãnh đạo đặt nền móng và có những đóng góp to lớn cho một lưới điện thống nhất cả nước, đáp ứng nhu cầu phát triển và hội nhập kinh tế như ngày nay. Quyết định năm xưa của ông Kiệt đã giải quyết được vấn đề thiếu điện ở miền Nam và thúc đẩy phát triển kinh tế Thành phố Hồ Chí Minh là đầu tàu phát triển kinh tế của cả nước.
Sáng hôm sau khi đóng điện, ông Võ Văn Kiệt vào nhà tù thăm cựu Bộ trưởng Năng lượng Vũ Ngọc Hải báo tin mừng đường dây truyền tải điện 500kV Bắc – Nam đã thành công, huy hiệu đường dây 500kV mà anh em điện lực gắn cho ông Kiệt, ông đã gắn cho ông Hải.

#### Chính sách kinh tế
Từ năm 1988, trên cương vị Phó Chủ tịch Hội đồng Bộ trưởng, đồng chí đã có chủ trương thực hiện chương trình 10 năm đầu tư khai phá vùng Đồng Tháp Mười, khu tứ giác Long Xuyên và bán đảo Cà Mau, cải tạo vùng đất vốn bị nhiễm phèn, mặn trở thành vùng đất màu mỡ, trù phú, phát triển mạnh về nông – ngư nghiệp. Tiếp đó là các dự án, chương trình lớn như Chương trình Thoát lũ ra biển Tây, Ngọt hoá bán đảo Cà Mau, Nhà máy lọc dầu Dung Quất...; Chương trình chung sống với lũ, chương trình xây dựng cụm, tuyến dân cư vượt lũ và nhà ở cho người nghèo... ở vùng Đồng bằng Sông Cửu Long; Chương trình phát triển nâng cao đời sống đồng bào dân tộc miền núi ở Tây Nguyên; các công trình điện năng lớn như Trị An, Thác Mơ, Yaly, Hàm Thuận - Đa Mi, Sông Hinh, Phú Mỹ, Cà Mau, đường dây tải điện 500 KV Bắc - Nam...; các công trình giao thông: đường Bắc Thăng Long - Nội Bài, đường cao tốc Láng – Hoà Lạc, đường Hồ Chí Minh, cầu Mỹ Thuận...., sự phát triển của các ngành dầu khí, viễn thông, hàng không, các tổng công ty lớn của Nhà nước, đều mang đậm "dấu ấn" khai mở, trực tiếp chỉ đạo tổ chức thực hiện của Thủ tướng Võ Văn Kiệt. Bên cạnh đó, trong thời kỳ đổi mới đã có nhiều khái niệm mới ra đời gắn liền với tên tuổi Võ Văn Kiệt như "sống chung với lũ", "phủ xanh đất trống đồi trọc", "bảo đảm an ninh lương thực"... Nhắc đến Võ Văn Kiệt, có người gọi ông với tên thân thương, trìu mến là Bí thư "bung ra", hay Thủ tướng điện, Anh Sáu của nhân dân.
Kết quả dưới sự quản lý, điều hành của Chính phủ, của người đứng đầu là Thủ tướng Võ Văn Kiệt, nền kinh tế giai đoạn 1991–1997 đạt tốc độ tăng trưởng cao, ổn định, trung bình 8,2%/năm.

#### Chính sách đối ngoại

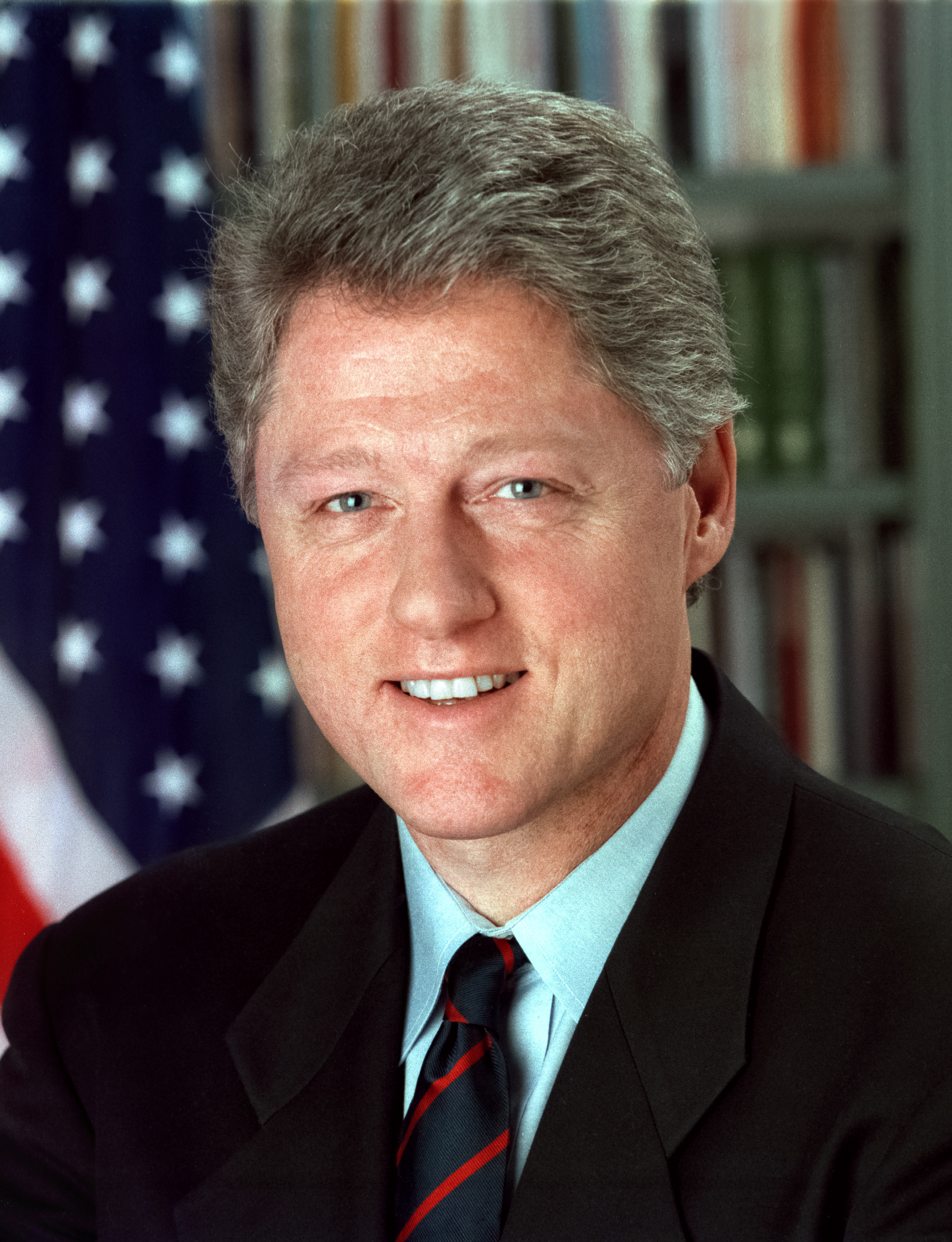
Bill Clinton năm 1993, ông Clinton và ông Kiệt đã thúc đẩy quan hệ Việt-Mỹ cải thiện

Nhận thức rõ vai trò quan trọng của công tác đối ngoại, ông Kiệt cùng tập thể Bộ Chính trị và Trung ương Đảng tích cực triển khai đường lối đối ngoại: "Việt Nam muốn là bạn với tất cả các nước trong cộng đồng thế giới, phấn đấu vì hòa bình, độc lập và phát triển" và tuyên bố "sẽ lèo lái con tàu cách mạng Việt Nam vươn ra biển, thực hiện chính sách đối ngoại "đa phương hóa, đa dạng hóa" trong quan hệ quốc tế".
Mục tiêu là phát triển liên kết kinh tế khu vực và toàn cầu. Đối với các nước và khu vực lân cận, ông chủ trương giải quyết vấn đề một cách cởi mở. Đặc biệt nhất, là sự kiện ông bà Tổng thống Hoa Kỳ Bill Clinton tuyên bố bình thường hóa quan hệ Hoa Kỳ – Việt Nam với tiêu chí "khép lại quá khứ, hướng đến tương lai", đồng thời tiếp tục củng cố mối quan hệ với những người bạn cũ, bao gồm: Bắc Âu Tích cực tham gia vào Khối, phía Đông Khối Châu Âu, các Quốc gia Khối thịnh vượng Chung Độc lập (CIS) và các Tổ chức Tài chính Quốc tế. Với chính sách đối ngoại cởi mở, Việt Nam đã củng cố được sức mạnh trong nước và thoát khỏi vòng vây, cấm vận. Giải quyết vấn đề Campuchia và bình thường hóa quan hệ với tất cả các nước và khu vực lân cận, trong đó có các nước Đông Bắc Á (Trung Quốc, Hàn Quốc, Nhật Bản) sau này trở thành đối tác chiến lược quan trọng của Việt Nam. Việc bình thường hóa, mở rộng quan hệ hợp tác với các nước đã đem lại kết quả tích cực. Đến năm 1997, Việt Nam đã huy động được 8,5 tỷ USD ODA và 28 tỷ USD đầu tư nước ngoài, mức độ tăng trưởng hàng năm là 8%.
Bằng những suy nghĩ và hành động táo bạo của mình, Võ Văn Kiệt đã gửi đến thế giới một thông điệp mới về Việt Nam, một đất nước khao khát hòa bình và phát triển. Đây là những đóng góp quan trọng của ông trong chính sách đối ngoại, cứu đất nước khỏi khủng hoảng kinh tế – xã hội, cải thiện đời sống nhân dân, giữ vững quốc phòng, an ninh, không ngừng mở rộng quan hệ ngoại giao, từng bước củng cố Việt Nam và những giá trị mà đất nước đang làm củng cố vị thế của chúng ta trên trường quốc tế thế giới.

## Nghỉ hưu
Từ tháng 12 năm 1997 đến tháng 4 năm 2001, tuy không còn giữ các chức danh trong Chính phủ nhưng ông cũng đã cùng Đỗ Mười và Lê Đức Anh được Ban Chấp hành Trung ương Đảng bầu vào vị trí Cố vấn Ban Chấp hành Trung ương Đảng Cộng sản Việt Nam, nơi ông ở lại cho đến khi sứ mệnh của vị trí này khép lại vào năm 2001. Một trong những thư ký của ông trong thời gian này là Vũ Đức Đam, sau này là Phó Thủ tướng Chính phủ (từ 2013).
Sau khi từ nhiệm và rời khỏi cương vị Thủ tướng Chính phủ, ông quyết định về Thành phố Hồ Chí Minh để sinh sống.

## Quan điểm
Từ đây đến sau khi qua đời thì trước mỗi sự kiện nóng bỏng, quan trọng mang tầm quốc gia hoặc ảnh hưởng lớn đến quyền lợi nhân dân, Võ Văn Kiệt lại lên tiếng với tư cách một người công dân. Ông là cựu lãnh đạo Việt Nam đầu tiên công khai đặt vấn đề hòa hợp, hòa giải dân tộc. Võ Văn Kiệt cũng đã có ý kiến chính thức với lãnh đạo đất nước là nên đối thoại với những người bất đồng chính kiến, ông nói: "Chính kiến khác nhau, ý kiến khác nhau là bình thường, và điều quan trọng là cần phải có đối thoại, nói chuyện với nhau một cách sòng phẳng". Và về việc bầu cử đại biểu Quốc hội, ông cũng có nhận định: "Một Quốc hội có người tự ứng cử và được dân bầu lên một cách tự do sẽ tốt hơn quốc hội bây giờ".
Trong những năm cuối đời, ông phát biểu ý kiến, kiến nghị với các cơ quan đảng và nhà nước nhiều hơn. Từ những vấn đề trọng đại như ý kiến đóng góp với Đại hội X, hoà hợp dân tộc, đến những kiến nghị, góp ý, phát biểu về những sự việc cụ thể như: quy hoạch về thành phố dọc sông Hồng, việc xây nhà Quốc hội,...

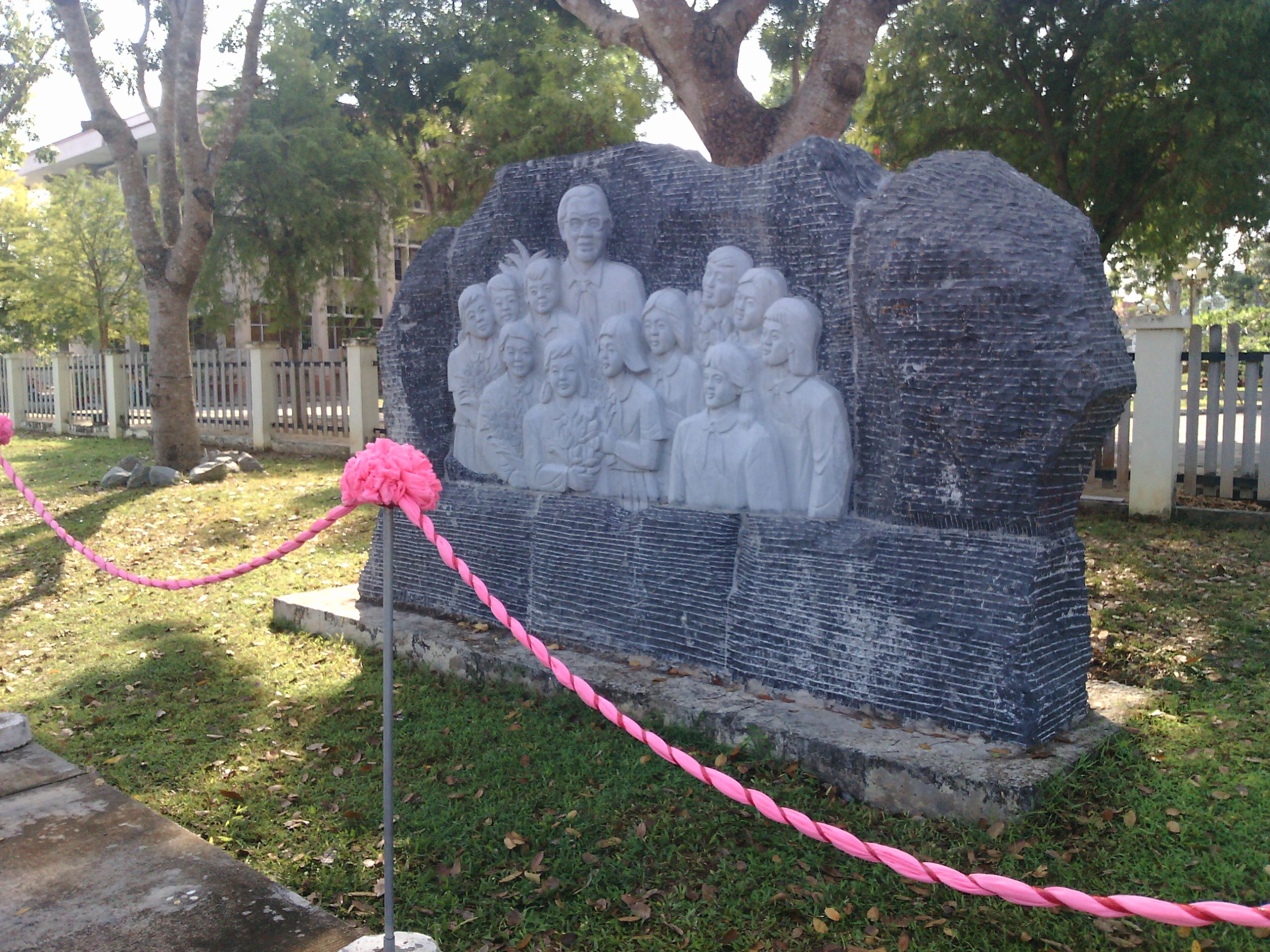
Phù điêu thủ tướng và các em học sinh

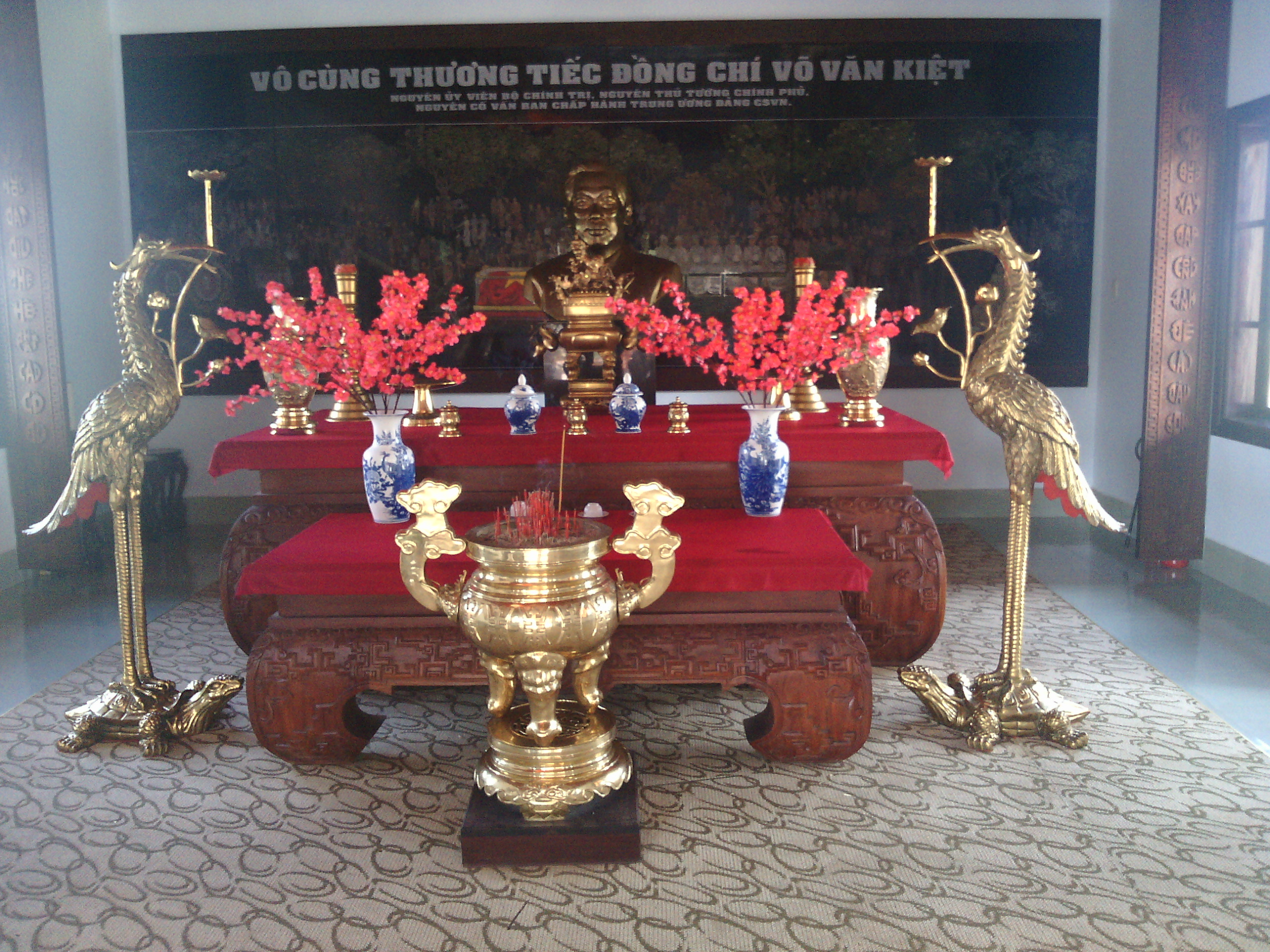
Bàn thờ thủ tướng tại khu tưởng niệm thủ tướng, Vũng Liêm

Năm 2005, Võ Văn Kiệt phát biểu rằng "Chiến thắng của chúng ta là vĩ đại, nhưng chúng ta cũng đã phải trả giá cho chiến thắng đó bằng cả nỗi đau và nhiều sự mất mát. Lịch sử đã đặt nhiều gia đình người dân miền Nam rơi vào hoàn cảnh có người thân vừa ở phía bên này, vừa ở phía bên kia, ngay cả họ hàng tôi cũng như vậy. Vì thế, một sự kiện liên quan đến chiến tranh khi nhắc lại, có hàng triệu người vui, mà cũng có hàng triệu người buồn. Đó là vết thương chung của dân tộc cần được giữ lành thay vì lại tiếp tục làm cho nó thêm rỉ máu. Sau 30/4, khi đồng chí Lê Duẩn vào Sài Gòn, vừa xuống thang máy bay, đồng chí nắm tay đưa lên cao, giọng đầy cảm xúc, nói: "Đây là thắng lợi của cả dân tộc, không phải của riêng ai". Sau 30 năm, tôi thấy không phải dễ dàng làm cho mọi người Việt Nam cảm nhận được điều đó".
Ngày 30/4/2007, trả lời phỏng vấn BBC, ông phát biểu "Hơn 30 năm rồi, năm nay nữa là 32 năm, không có lý do gì giữa chúng ta với nhau không hòa giải được... Tôi đã đặt vấn đề này và cũng viết trong một số bài rằng có một cách nhìn méo mó từ phía một số người cộng sản rằng yêu nước và yêu chủ nghĩa xã hội là đúng, còn những người yêu nước khác mà không yêu chủ nghĩa xã hội thì không yêu nước đủ như mình. Có hàng trăm con đường yêu nước khác nhau. Tổ quốc Việt Nam không của riêng một đảng, một phe phái, tôn giáo nào... chính kiến khác nhau, ý kiến khác nhau là bình thường, và điều quan trọng là cần phải có đối thoại, nói chuyện với nhau một cách sòng phẳng... chính phủ không nên áp dụng biện pháp hành chính đi đầu với họ, trừ phi là con người hoặc sự việc đó có nguy hại đối với đất nước, nhưng không được quy chụp người ta". Võ Văn Kiệt cho rằng đã tới lúc bỏ lại phía sau những chia rẽ mà theo ông phần nhiều do nước ngoài can thiệp gây ra. Mặt khác, Võ Văn Kiệt cũng đề nghị Nhà nước cảnh giác với những mưu đồ lợi dụng dân chủ và nhân quyền để lật đổ chế độ xã hội chủ nghĩa. Trong thư gửi Bộ Chính trị năm 1995, ông cho rằng: "Ngày nay, Mỹ và các thế lực phản động khác không thể giương ngọn cờ chống cộng để tranh thủ dư luận và tập hợp lực lượng chống lại nước Cộng hoà xã hội chủ nghĩa Việt Nam như trước được nữa. Vì ngọn cờ này đã hết phép mê hoặc, chúng phải chuyển sang ngọn cờ dân chủ và nhân quyền. Song ngay cả ý đồ muốn thủ tiêu nhà nước Cộng hoà xã hội chủ nghĩa Việt Nam của các thế lực đế quốc và phản động cũng phải được đánh giá dưới ánh sáng của cục diện quốc tế mới... Điều hiển nhiên là trên thế giới tiếng nói ủng hộ hay đồng tình với yêu cầu ổn định chính trị của Việt Nam ngày càng mạnh, sự chấp nhận trên thế giới đối với chế độ chính trị một đảng của Việt Nam cũng đang tăng lên – mặc dầu lúc này lúc khác vấn đề dân chủ và nhân quyền được sử dụng như một phương tiện chính trị đối phó với chúng ta."
Về đường lối xây dựng đất nước và quan hệ ngoại giao, ông cho rằng:"quốc gia nào khắc phục được những mâu thuẫn nội tại để cùng tìm thấy niềm tự hào chung, lợi ích chung thì có thể tạo ra sức mạnh nội lực và do đó càng có uy tín quốc tế. Kể cả những nước nhỏ, nếu có những yếu tố đó thì cũng vẫn tạo ra thế mạnh. Ngược lại, nơi nào mà dân tộc chia rẽ, đối địch với nhau, thì dù có tài nguyên quốc gia phong phú, có dân số đông đúc, vẫn không tạo ra sức mạnh, vị thế quốc tế, do đó cũng không thể vững vàng... Những kinh nghiệm quốc tế vừa qua càng chỉ rõ thêm rằng, nếu chỉ dùng đối đầu và bạo lực để giải quyết những thù hận thì chỉ đẻ ra thù hận. Nếu dùng cách cảm hóa để giải quyết thù hận thì có thể triệt tiêu được thù hận và tạo ra sức mạnh càng ngày càng dồi dào hơn. Nếu cứ còn chia rẽ do hận vì bại, kiêu vì thắng, thì có ích gì cho bản thân, cho đất nước, cho hình ảnh Việt Nam trên trường quốc tế? Nhìn ra thế giới, càng nghiệm thấy rằng tài nguyên lớn nhất cho mọi quốc gia chính là tài nguyên con người. Nếu quy tụ được sức người, thì nhiều nguồn lực khác cũng có thể được quy tụ. Con người mà không quy tụ, thì mọi nguồn lực khác cũng rơi rụng... Muốn thế, cần ngồi lại với nhau. Bằng thiện chí, bằng tấm lòng chân thật, hãy cùng nhau xem lại một cách sòng phẳng những chỗ hay, chỗ dở, chỗ nào đã khắc phục được rồi, chỗ nào còn phải hoàn thiện tiếp... "
Võ Văn Kiệt đã lên tiếng trên công luận bày tỏ quan điểm lo ngại về các dự án như: nhà máy lọc dầu Dung Quất, thành phố bên sông Hồng, việc xây dựng tòa nhà quốc hội mới và lần gần nhất là về vấn đề mở rộng địa giới Hà Nội (giữa tháng 5/2008 ông có ra Hà Nội để vận động dừng việc mở rộng thủ đô nhưng ông ốm và mất vài tuần sau đó). Ông viết: "Thủ đô của cả nước, của cả dân tộc và cả của lịch sử. Không nên và không được phép đưa thủ đô làm nơi thí nghiệm cho bất cứ mục đích gì."
Bên cạnh đó, ông còn bày tỏ rõ quan điểm ủng hộ tự do báo chí đối với các tổ chức chính trị và chính quyền, thể hiện rõ ở việc ông can thiệp vào sự kiện Thành Đoàn Thành phố Hồ Chí Minh thay thế các vị trí quản lý ở báo Tuổi Trẻ nhằm cài cắm người để quản lý.

## Qua đời và lễ tang
Lúc 8 giờ 40 phút ngày 11 tháng 6 năm 2008 (giờ Singapore, tức 7 giờ 40 phút cùng ngày giờ Hà Nội), Võ Văn Kiệt được xác nhận là đã qua đời khi đang điều trị tại Bệnh viện Mount Elizabeth, Singapore. Theo hãng tin Reuters thì lý do là tuổi cao và viêm phổi cấp tính, còn theo AP thì nguyên do là tai biến mạch máu não. Thủ tướng Singapore Lý Hiển Long sau đó đã gửi lời chia buồn và hỗ trợ Việt Nam đưa thi hài của ông về nước. Sau đó thi hài của ông đã đuợc đưa về nước vào tối cùng ngày để chuẩn bị tổ chức quốc tang.
Sau khi các hãng tin quốc tế đã đưa tin và nhiều lãnh tụ nước ngoài đã gửi lời chia buồn, báo chí Việt Nam chính thức thông báo Võ Văn Kiệt mất vào tối ngày hôm sau. Văn phòng Ban Chấp hành Trung ương Đảng Cộng sản Việt Nam cũng đã thông báo 2 ngày quốc tang. Lễ viếng được tổ chức vào ngày 14 tháng 6 tại Hà Nội, Hội trường Thống Nhất (nơi đặt linh cữu của ông) và trụ sở Ủy ban nhân dân tỉnh Vĩnh Long (quê hương ông), có trưởng ban lễ tang nhà nước là Nông Đức Mạnh, Tổng bí thư Đảng Cộng sản Việt Nam. Lễ truy điệu tổ chức vào ngày 15 tháng 6, sau đó đến trưa cùng ngày, linh cữu của Võ Văn Kiệt được đưa đi an táng tại nghĩa trang Thủ Đức, Thành phố Hồ Chí Minh.
Lễ truy điệu và an táng được tường thuật trực tiếp trên VTV1, VTV9 và VOV1. Kênh tiếp sóng lễ truy điệu và an táng là HTV9.
Ngoài Việt Nam, 8 quốc gia khác cũng tuyên bố quốc tang để tưởng niệm ông Võ Văn Kiệt: Thái Lan (5 ngày), Malaysia (4 ngày), Singapore (3 ngày), Pakistan (3 ngày), Tajikistan (2 ngày), Campuchia (2 ngày), Perú (1 ngày), Bangladesh (1 ngày).

## Gia đình
Võ Văn Kiệt có hai đời vợ.
Người vợ đầu của ông, bà Trần Kim Anh, con thứ sáu của một điền chủ, lấy nhau lúc bà 17, ông Kiệt 27 tuổi. Bà có với ông 4 người con: Phan Chí Dũng (sinh năm 1951), Phan Hiếu Dân (sinh năm 1955), Phan Thị Ánh Hồng (sinh năm 1958) và Phan Chí Tâm (sinh năm 1966). Năm 1966, bà cùng hai con nhỏ, một trai một gái, đã thiệt mạng khi quân đội Hoa Kỳ bắn chìm tàu Thuận Phong trong một cuộc càn quét qua chiến khu Củ Chi. Võ Văn Kiệt đã muốn khi chết, tro của mình được rải xuống khúc sông mà hai người con và người vợ của mình đã mãi nằm lại đó. Sau này, tro cốt tượng trưng của ông được đốt từ di ảnh và những di vật quen thuộc của ông được rải xuống đoạn sông Sài Gòn chảy qua huyện Củ Chi, nơi vợ con ông bị giết hại. Phan Chí Dũng, người con cả của ông, hy sinh ngày 29 tháng 4 năm 1972 tại Sóc Trăng trong một lần đi trinh sát.
Người vợ thứ hai của ông (lấy nhau năm 1984) là Giáo sư, Tiến sĩ Hóa học Phan Lương Cầm, giảng viên Đại học Bách khoa Hà Nội, từng được trao tặng Giải thưởng Kovalevskaia, giải thưởng cao nhất dành cho các nhà khoa học nữ Việt Nam.
Theo Huy Đức viết trong cuốn sách Bên thắng cuộc, Võ Văn Kiệt có người con riêng là Phan Thanh Nam sinh ngày 25 tháng 2 năm 1952 ở miền Bắc. Mẹ Phan Thanh Nam là bà Hồ Thị Minh, chủ bút đầu tiên của tờ Phụ nữ Cứu quốc Nam Bộ, bà cũng đã từng được cử sang Pháp dự Hội nghị Femmes Francaises. Ông Võ Văn Kiệt gặp bà Minh khi dự lớp "Hoa Nam" do trường Nguyễn Ái Quốc III mở tại xã Kim Bình, huyện Chiêm Hóa, tỉnh Tuyên Quang. Lớp do Hồ Chí Minh trực tiếp chỉ đạo, Trường Chinh, Võ Nguyên Giáp, Nguyễn Chí Thanh giảng dạy.

## Tặng thưởng
Tháng 12 năm 1997, Võ Văn Kiệt đã được trao tặng Huân chương Sao Vàng, huân chương cao quý nhất của Nhà nước Cộng hòa Xã hội Chủ nghĩa Việt Nam. Ngoài ra ông còn được trao tặng nhiều huân, huy chương khác và huy hiệu 60 năm tuổi Đảng.

## Vinh danh

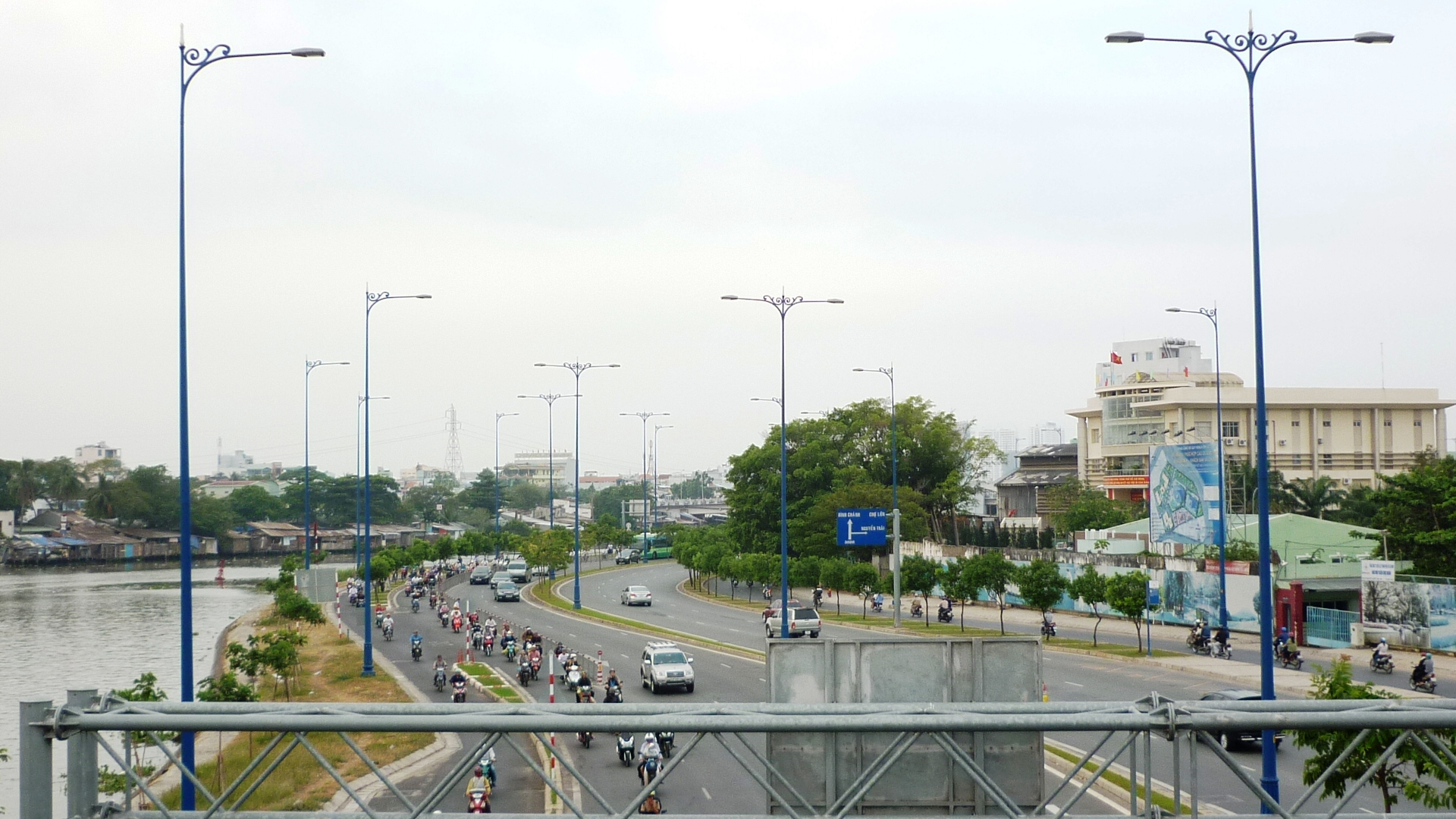
Đại lộ Võ Văn Kiệt

Ngày 22 tháng 2 năm 2009, tên của ông được đặt cho một con đường dài 23,6 km chạy từ ngã tư Bình Long cắt Quốc lộ 1 trên đường Nguyễn Hoàng qua nhà máy lọc dầu Dung Quất ra cảng Dung Quất, Quảng Ngãi.
Ngày 29 tháng 4 năm 2011, Sở Giao thông Vận tải và Ủy ban nhân dân quận 1, TP Hồ Chí Minh đã tổ chức lễ đặt tên đường Võ Văn Kiệt cho Đại lộ Đông – Tây, một trong những tuyến đường hiện đại và quan trọng trong hệ thống hạ tầng giao thông của Thành phố Hồ Chí Minh.
Đại lộ Võ Văn Kiệt có tổng chiều dài hơn 13,42 km, kéo dài từ đoạn giao nhau giữa đường Hàm Nghi và đường Tôn Đức Thắng, thuộc bờ Tây sông Sài Gòn, quận 1 đến cầu vượt quốc lộ 1, huyện Bình Chánh.
Dự án đại lộ Đông – Tây là công trình trọng điểm của hệ thống giao thông TP Hồ Chí Minh có tổng chiều dài 21,89 km đi qua địa bàn 8 quận, huyện trên địa bàn thành phố bắt đầu từ nút giao Tân Kiên, huyện Bình Chánh đến nút giao Cát Lái, thành phố Thủ Đức, trong đó có một hầm vượt sông Sài Gòn dài 1.490 m. Dự án có tổng mức đầu tư 9.863 tỷ đồng.
Tại thành phố Cần Thơ, tuyến đường đẹp nối từ trung tâm (đường Mậu Thân) đến cảng hàng không quốc tế Cần Thơ cũng mang tên Võ Văn Kiệt. Đà Nẵng có đường mang tên ông nối đường Nguyễn Văn Linh với đường Võ Nguyên Giáp (Trường Sa cũ).
Tại Hà Nội, tên của ông được đặt tên cho đoạn đường nối từ cầu Thăng Long đến sân bay quốc tế Nội Bài, chạy trên địa bàn các huyện Đông Anh, Mê Linh, Sóc Sơn (trước đây là trục đường Bắc Thăng Long – Nội Bài).
Các tên Võ Văn Kiệt hay Phan Văn Hòa còn được đặt tên cho các đường phố và trường học ở nhiều nơi khác tại Việt Nam.
Từ tháng 10 năm 2015, tại Phan Thiết, Bình Thuận có thêm công viên Võ Văn Kiệt với diện tích 4ha để phục vụ người dân đến vui chơi, tập thể dục mỗi ngày. Đặc biệt, vào mỗi dịp tối cuối tuần, lễ tết, công viên tấp nập du khách gần xa vào đây để tham gia các hoạt động ngoài trời.
Ngày 8 tháng 11 năm 2015, UBND tỉnh Trà Vinh long trọng tổ chức lễ công bố nghị quyết của HĐND tỉnh Trà Vinh về đặt tên ông cho đoạn đường với điểm đầu từ ngã ba Sóc Ruộng và điểm cuối đến quốc lộ 53.
Tại Đồng Tháp, tên ông được đặt cho đoạn đường từ thị trấn Thanh Bình (huyện Thanh Bình) đến xã Trường Xuân (huyện Tháp Mười). Đây được xem là tuyến đường đi xuyên Đồng Tháp Mười của tỉnh Đồng Tháp với chiều dài 40 km.
Ngày 22 tháng 11 năm 2022, Bưu điện Việt Nam đã phát hành tem kỷ niệm 100 năm ngày sinh ông.